# Trópico de cáncer (documental)
Trópico de Cáncer es una película documental del director, fotógrafo y editor mexicano Eugenio Polgovsky que retrata la vida de una familia en las entrañas del desierto de San Luis Potosí, México. A través de un retrato poético y naturalista (cuasi silencioso), observamos detalladamente los métodos -algunos prehistóricos- de supervivencia que las familias, por medio de conocimientos ancestrales de cacería y de fabricación de herramientas, practican dentro de una geografía aparentemente estéril. Así extraen animales y plantas que venden a la orilla de una carretera que corta de norte a sur el desierto del centro de México.
El MoMa de Nueva York presentó su documental "Trópico de Cáncer" como parte de lo más innovador del cine documental contemporáneo. , con una proyección especial en la Semana de la Crítica del Festival de Cine de Cannes en 2005. .
El periódico The New York Times señaló a "Trópico de Cáncer" como una notable Opera Prima  y el diario Le Monde calificó a Eugenio Polgovsky como "Un mago del cine".

## Tema
El documental rinde un homenaje a la humanidad de estos seres olvidados del sistema. Entre nopaleras, espinas y magueyes bajo el intenso sol sobreviven el día a día con métodos rudimentarios, algunos heredados del periodo Neolítico. Por ejemplo, los niños con destreza y creatividad fabrican trampas para cazar ardillas,  víboras o ratas para comer. Además existen plantas exóticas para vender en la carretera que corta el desierto y de donde proviene su única fuente de ingreso económico.
El documental retrata y subraya la condición de pobreza y abandono de esta región abandonada de México, paradójicamente llamada el corazón de México (por estar en su centro geográfico con nueve fronteras hacia otros estados) el filme levanta una clara denuncia por medios visuales y poéticos de la condición humana de sus habitantes.
"Trópico de Cáncer" nos sumerge en el mundo rural mexicano y hace visible el enorme contraste entre el mundo del campo y el mundo de las grandes ciudades, -los viajeros frenan en sus camionetas a medio desierto a comprar un souvenir exótico- (pieles de víboras, cuervos, venados y un largo etcétera, además de biznagas y plantas como el peyote)

## Reconocimientos
En el año 2005 "Trópico de Cáncer" ganó el premio "Ariel" de la Academia Mexicana de Artes y Ciencias Cinematográficas como "Mejor Opera Prima documental" (obtuvo dos nominaciones), el Premio Joris Ivens en el 27th Festival Cinéma du réel, Centro Pompidou, París, Francia. Recibió el premio "Ojo" en el Festival Internacional de Cine de Morelia, Michoacán y Mejor documental en el Encuentro Mundial Henri Langlois  de Escuelas de Cine
del mundo en la Cd. de Poitiers, Francia, entre varios más.